# دنیس اوپنهایم
دنیس اوپنهایم (به انگلیسی: Dennis Oppenheim) ‏(۶ سپتامبر ۱۹۳۸ — ۲۱ ژانویه ۲۰۱۱) تندیسگر آمریکایی بود. او از پیشگامان هنر زمینی و هنر مفهومی دانسته می‌شود.

## زندگی‌نامه
اوپنهایم در الکتریک سیتی، واشینگتن به دنیا آمد. او در دانشگاه هنر کالیفرنیا و دانشگاه استنفورد هنرهای زیبا خواند. اوپنهایم بیش از چهل سال به فعالیت پرداخت. پیکره‌های متعددی از او در شهرهایی مانند دنور، تل‌آویو، ونکوور و ... نصب شده است. اوپنهایم در سال ۲۰۱۱ در ۷۲ سالگی بر اثر ابتلا به سرطان کبد درگذشت.

## نگارخانه

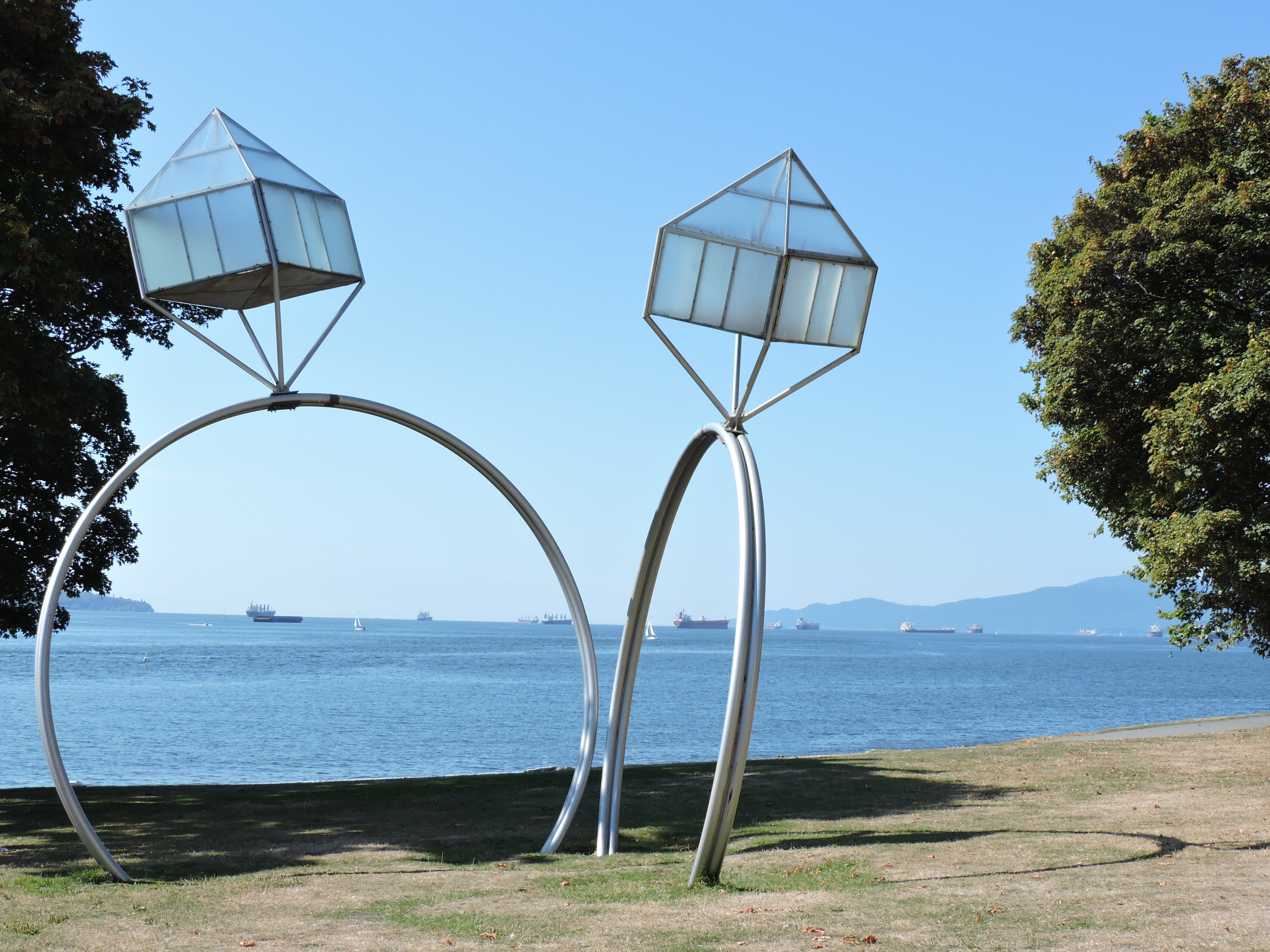
عقد، ۲۰۰۵، ونکوور
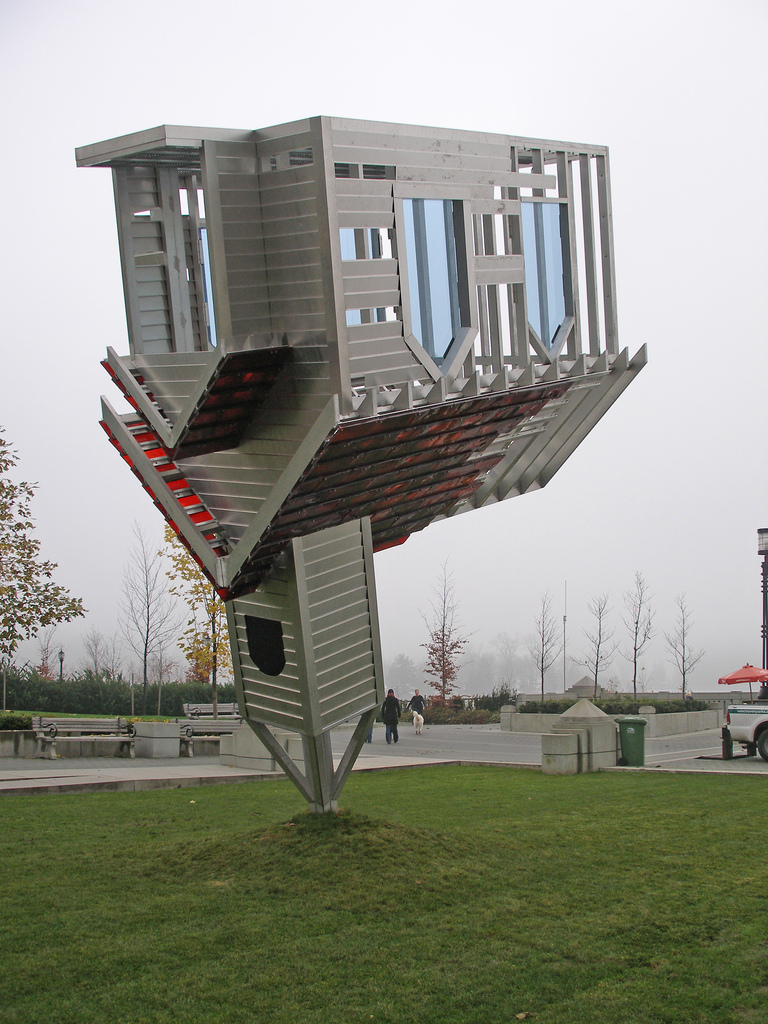
ابزاری برای نابودی شر (۱۹۹۷)، کلیسایی وارونه از فلز و شیشه، ونکوور